# Lauren Mukheibir
Lauren Mukheibir (née le 8 octobre 2001) est une grimpeuse sud-africaine. Triple championne d'Afrique, Mukheibir a remporté les qualificatifs olympiques africains en combiné bloc-difficulté en 2023, elle a donc représenté l’Afrique du Sud dans cette discipline aux Jeux olympiques d'été de 2024.

## Biographie
Mukheibir est née à Sandton, en Afrique du Sud, a grandi à Bryanston et a commencé l'escalade à l'âge de neuf ans.  
En compétition, Mukheibir a remporté en 2021 les trois titres de championne d'Afrique en bloc, difficulté et vitesse,,. Aux Jeux mondiaux de 2022 à Birmingham, aux États-Unis, Mukheibir se classe 12e en difficulté et en vitesse, et 11e en bloc.
Mukheibir déménage à Perth, en Australie, pour ses études, où elle s'entraîne pour les qualifications olympiques africaines avec l'aide de l'entraîneur sud-africain Devin Sender et de l'entraîneur australien Alan Pryce. 
En décembre 2023, elle participe au tournoi qualificatif africain pour les Jeux olympiques de Paris, où elle s’impose en étant notamment la seule à réussir le deuxième bloc proposé.
En août 2024, elle représente donc l’Afrique du Sud lors des Jeux, aux côtés de trois autres grimpeurs sud-africains (au total, deux participants en combiné, dont Mukheibir, et deux en escalade de vitesse). Elle se place 20e. Auparavant, elle a également participé à l'étape d’Innsbruck de la Coupe du monde d'escalade IFSC 2024 en juin 2024.

## Vie personnelle
Mukheibir est diplômée avec mention de l’Université Edith-Cowan de Perth, en Australie, où elle a étudié la biologie marine. Elle a choisi ce cursus après avoir fait du bénévolat aux Seychelles pour un programme de plongée sous-marine en 2020.